# The Aces (indiepopband)
The Aces (voorheen The Blue Aces) is een Amerikaanse alternatieve popband uit Provo (Utah). De band bestaat uit vier leden: gitarist Katie Henderson, bassist McKenna Petty en zussen Alisa Ramirez (drums) en Cristal Ramirez (leadzang en gitaar). Hun eerste single Stuck als The Aces werd uitgebracht in 2016 en bereikte uiteindelijk #38 in de Billboard Alternative Songs hitlijst eind 2017. De tweede single Physical kwam uit in 2017, voorafgaand aan hun debuut-ep I Don't Like Being Honest. De band is onder contract bij Red Bull Records. Hun debuutalbum When My Heart Felt Volcanic werd uitgebracht op 6 april 2018. De Aces werkten met zes producenten aan de platen, maar vooral Dan Gibson en Simon Oscroft waren van grote invloed, aangezien ze bij de helft van het materiaal betrokken waren. The Aces namen deel aan 5 Seconds of Summer voor hun Meet You There Tour, ter ondersteuning van hun nieuwste albumpublicatie Youngblood (2018). Na deze tournee begonnen ze aan hun eigen Noord-Amerikaanse headliner-tournee ter ondersteuning van When My Heart Felt Volcanic, the Waiting For You Tour.

## Bezetting
- Cristal Ramirez[2] (leadzang, gitaar)
- Katie Henderson[3] (gitaar, zang)
- McKenna Petty[4] (basgitaar, zang)
- Alisa Ramirez[5] (drums, zang)

## Geschiedenis
The Aces begonnen toen de zussen Cristal en Alisa Ramirez acht jaar oud waren. Hoewel geen van beide zusters precies kon bepalen wanneer hun muzikale loopbaanvisies begonnen, groeiden de Ramirez-zussen op in een muziekminnend huishouden waar hun vader salsa met hen danste en hun moeder popartiesten uit de jaren 1980 draaide, zoals Whitney Houston en Michael Jackson. Met een grote belangstelling begonnen ze te jammen tijdens het studeren en het maken van aantekeningen van hun favoriete bands op YouTube. In de kersttijd hadden de zussen hun beste vriendin McKenna Petty gevraagd om voor de kerst een basgitaar te vragen. Kort daarna vormde het autodidactische trio The Blue Aces. Ze begonnen te jammen en te experimenteren in de garage van hun buren. In 2008 werd de band officieel geformeerd, toen Petty's vriendin Katie Henderson zich bij de band voegde. Gezamenlijk begonnen The Aces hun talenten aan te scherpen en hun bekendheid te krijgen tijdens de middelbare school, terwijl ze lokaal optraden op locaties en in bars. In de loop der jaren, toen ze hun aanwezigheid binnen hun lokale muziekcircuit uitbreidden, werden ze vermeld in de "Top 10 beste bands in Provo" bij Provo Buzz en "10 beste Utah-bands die je moet kennen" bij Paste Magazine. In 2014 besloten de meisjes professioneel een muzikale carrière na te streven, nadat ze de 18-jarige zangeres/songwriter Lorde haar eerste Grammy Award hadden zien winnen. Zonder branchebinding begonnen de meisjes hun jacht op professionele connecties, eerst door te werken met ervaren producenten. Vooral de sleutel tot het geroezemoes om hen heen, kwamen al snel de platenlabels om hen in te lijven. In 2016 tekenden ze bij Red Bull Records.
Katie Henderson, McKenna Petty, Alisa Ramirez en Cristal Ramirez begonnen in 2012 als de Blue Aces. Ze brachten twee ep's uit als de Blue Aces, voordat ze hun naam veranderden in The Aces.
In 2016 schreven ze onafhankelijk van elkaar de twee nummers Volcanic Love en Stuck. Kort daarna werden The Aces gecontracteerd door Red Bull Records en de band begon met songwriting- en opnamesessies. Op 23 juni 2017 werd de debuut-ep I Don't Like Being Honest uitgebracht. Hun debuutsingle Stuck bereikte #38 in de Billboard Alternative Songs hitlijst. Tijdens SXSW traden ze op bij Nylon, Noisey, Rachael Ray's Feedback House en Quantum Collective's SX Invasion. De rest van 2017 stonden The Aces op het podium met alternatieve bands als Joywave en Portugal. The Man.
Begin februari 2018 porden The Aces hun aankomende debuutalbum. Om dit te vieren kondigden ze hun tournee aan met de indiepopband Coin. Twee maanden later, op 6 april 2018, brachten The Aces When My Heart Felt Volcanic uit. Op 16 mei 2018 trad de band op in Seth Meyers Late Night Show. The Aces kondigden een gezamenlijke tournee aan met poprockband 5 Seconds of Summer. Vervolgens kondigden ze hun eerste headliner-tournees aan in de Verenigde Staten en Europa voor When My Heart Felt Volcanic tijdens de Waiting For You Tour. Ze speelden op festivalpodia en grotere locaties voor de rest van 2018 en begin 2019.
Op 4 maart 2020 brachten The Aces hun eerste single Daydream uit van hun tweede lp. Op 24 maart 2020 werd een muziekvideo voor het nummer uitgebracht. Op 6 april 2020 werd de tweede single Lost Angeles van hun aanstaande album uitgebracht. Op 6 mei 2020 onthulden The Aces de titel en tracklist van hun aankomende album Under My Influence, samen met de publicatie van de derde single My Phone is Trying to Kill Me. Het album is gepland voor 12 juni 2020.

## Stijl
The Aces hebben Paramore, Earth Wind and Fire, The Beatles, New Order, Depeche Mode, Michael Jackson en Weezer aangehaald als muzikale en carrière-invloeden. De muziekstijl van The Aces wordt beschreven als indiepop en alternatieve pop. Ze zijn een meidengroep en leden hebben de wens uitgesproken om het idee van het genre meidenband/meidengroep te doorbreken. De media hebben vaak eerst naar het geslacht gekeken in plaats van naar hun muziek wanneer ze naar The Aces verwijzen. Cristal Ramirez zei in een interview met Capitol Sound DC: We zijn maar een band! Ik begrijp niet waarom mensen altijd gender moeten zien en er iets van moeten maken. Maar tegelijkertijd is het uniek en het is een kracht van ons dat we allemaal vrouwen zijn. We willen andere meisjes inspireren en dat krijgen we de hele tijd - fans komen naar ons toe en zeggen: oh mijn god, jullie zijn zo inspirerend dat ik in de muziekindustrie wil zijn of ik wil een band beginnen.

## Discografie

### Singles
- 2016: Stuck
- 2017: Physical
- 2017: Baby Who
- 2017: Touch
- 2017: Stuck (RAC Remix)
- 2018: Fake Nice
- 2018: Volcanic Love
- 2018: Lovin' is Bible
- 2018: Just Like That
- 2018: Waiting For You
- 2020: Daydream
- 2020: Lost Angeles
- 2020: My Phone is Trying to Kill Me

### Ep's
- 2012: The Blue Aces (als The Blue Aces)
- 2014: Gave You My Heart (als The Blue Aces)
- 2017: I Don't Like Being Honest

### Albums
- 2018: When My Heart Felt Volcanic
- 2020: Under My Influence

### Muziekvideo's
- 2016: Stuck
- 2017: Physical
- 2017: Baby Who
- 2018: Volcanic Love
- 2018: Last One
- 2020: Daydream
- 2020: 801